# La Romagne (Maine-et-Loire)
La Romagne ist eine französische Gemeinde mit 2012 Einwohnern (Stand: 1. Januar 2022) im Département Maine-et-Loire in der Region Pays de la Loire. Sie gehört zum Arrondissement Cholet und ist Mitglied im Gemeindeverband Cholet Agglomération. Die Einwohner werden Romagnons und Romagnonnes genannt.

## Geografie

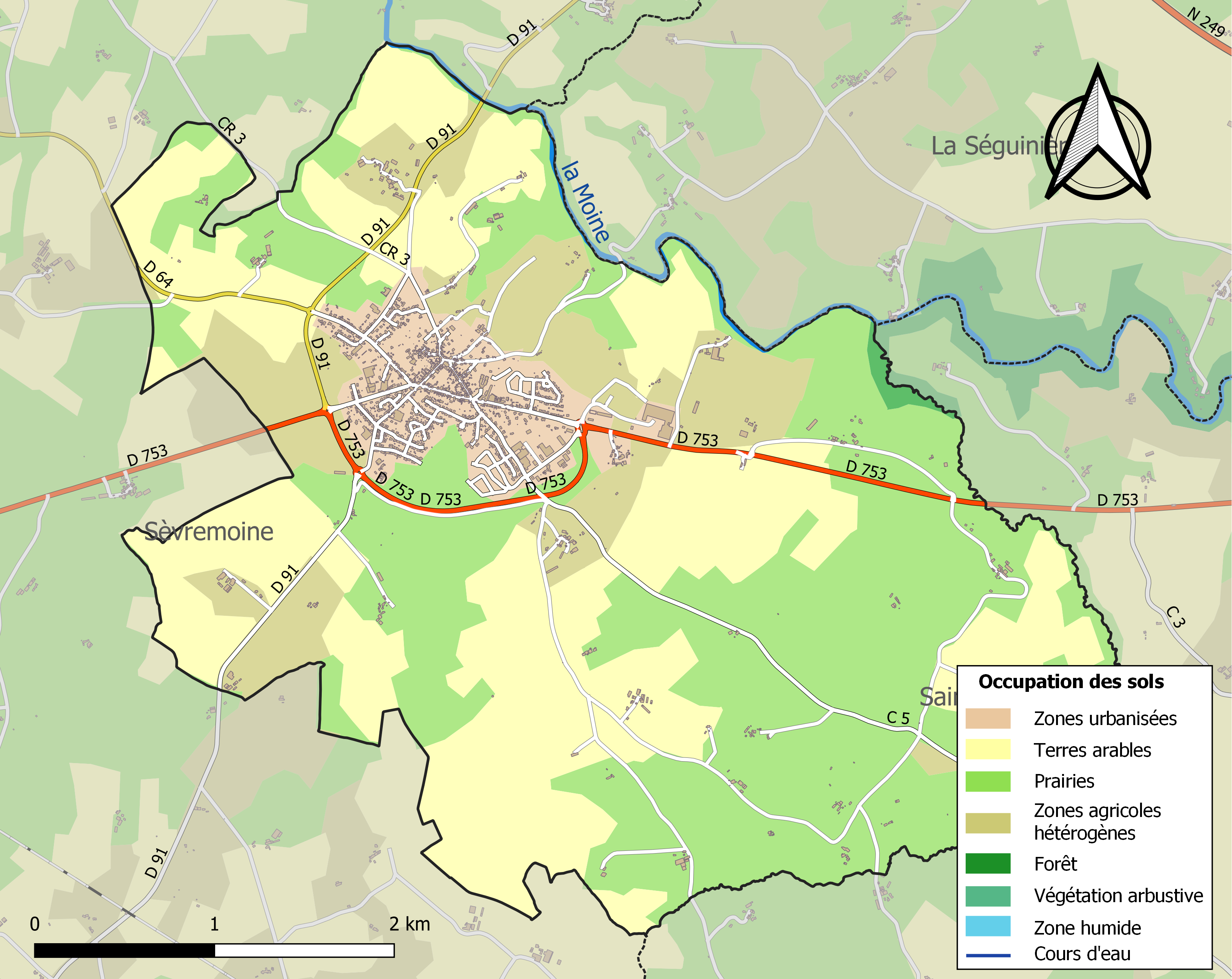
Bodennutzung, Hydrografie und Infrastruktur der Gemeinde (2018)

La Romagne liegt etwa 11 Kilometer westlich von Cholet und etwa 44 Kilometer ostsüdöstlich von Nantes in der Région naturelle Mauges und im Südwesten der historischen Provinz Anjou. Die Gemeinde befindet sich im Einzugsgebiet der Loire und wird der Moine, vom Ruisseau de la Bégaudière, vom Ruisseau de Pousset, vom zeitweise trockenfallenden Ruisseau le Benêt und verschiedenen kleineren Bächen entwässert. Die Moine begrenzt das Gemeindegebiet dabei im Nordosten, der Ruisseau de la Bégaudière im Süden, Südosten und Osten, bevor er in die Moine mündet.
Teile des Gebiets von La Romagne gehören zu den ZNIEFF-Naturzonen „Vallée de la Moine“ (520004458) und „Vallée et côteau de la Moine entre le Bouchot et le pont de la Crépellière“ (520016109). Etwa 92 % der Fläche der Gemeinde werden landwirtschaftlich genutzt, der Anteil an bebauter Fläche beträgt etwa 7 %.
Umgeben wird La Romagne von den drei Nachbargemeinden:
|            |                                             | La Séguinière            |
| Sèvremoine | Kompassrose, die auf Nachbargemeinden zeigt |                          |
|            |                                             | Saint-Christophe-du-Bois |

## Geschichte
Der Ursprung der Gemeinde ist sehr alt. Ihr Gebiet wurde vor 5000 bis 7000 Jahren von primitiven Bevölkerungsgruppen aus der Steinzeit bewohnt: Auf seinem Territorium wurden Feuersteinäxte aus dieser fernen Zeit gefunden.
Die Eroberung Galliens durch Caesars Legionen hinterließ Spuren im Boden. Das Oppidum oder römische Lager von La Bouterie war vor 2000 Jahren ein Rastlager für einfallende Armeen. Auch die antike Straße „Römerstraße“ zeugt vom Leben der Gemeinde in der Antike.
Die erste Erwähnung von La Romagne stammt aus dem Jahr 1107. Die ersten Häuser müssen sich im alten Viertel „Bourgnissant“ oder „Bourg Naissant“ versammelt haben, der heutigen Rue des Écoles. Die Bevölkerung war überwiegend landwirtschaftlich geprägt. Verwaltet von Mönchen, die einen Teil des Plateaus rodeten, zählte es im Jahr 1700 etwa 500 Einwohner. Der Ort entwickelte sich dann rund um Handwebstühle.
La Romagne hat sich sehr aktiv am Aufstand der Vendée gegen Repräsentanten und Truppen der Ersten Französischen Republik beteiligt und dafür teuer bezahlt. Dominique Lambert de la Douasnerie, ein Anjou-Historiker, zählte 133 Opfer des Aufstands und der Repression in La Romagne, die Zerstörung fast der gesamten Stadt und vieler Bauernhöfe durch Brände nicht mitgerechnet. Nach einem Brand im Jahr 1794 wurde die Pfarrkirche 1840 wieder aufgebaut.
Im Jahr 1917 löste die Industrialisierung der Weberei (Gebäude in der Rue de Beauséjour) die Handwebstühle ab. In den 30er und 40er Jahren begannen Schuhe die Textilien zu ersetzen. Am Ende des Zweiten Weltkriegs diversifizierten sich die Aktivitäten (Schmiedearbeiten, Möbel, Kunsthandwerk usw.).

## Bevölkerungsentwicklung
| La Romagne: Einwohnerzahlen von 1793 bis 2020                                                                              | La Romagne: Einwohnerzahlen von 1793 bis 2020 | La Romagne: Einwohnerzahlen von 1793 bis 2020 | La Romagne: Einwohnerzahlen von 1793 bis 2020 | La Romagne: Einwohnerzahlen von 1793 bis 2020 |
| --- | --------------------------------------------- | --------------------------------------------- | --------------------------------------------- | --------------------------------------------- |
| Jahr |                                               |                                               |                                               | Einwohner                                     |
| 1793 | 1793                                          |                                               | 1.000                                         | 1.000                                         |
| 1800 | 1800                                          |                                               | 812                                           | 812                                           |
| 1806 | 1806                                          |                                               | 571                                           | 571                                           |
| 1821 | 1821                                          |                                               | 724                                           | 724                                           |
| 1831 | 1831                                          |                                               | 837                                           | 837                                           |
| 1836 | 1836                                          |                                               | 812                                           | 812                                           |
| 1841 | 1841                                          |                                               | 928                                           | 928                                           |
| 1846 | 1846                                          |                                               | 1.028                                         | 1.028                                         |
| 1851 | 1851                                          |                                               | 1.080                                         | 1.080                                         |
| 1856 | 1856                                          |                                               | 1.161                                         | 1.161                                         |
| 1861 | 1861                                          |                                               | 1.268                                         | 1.268                                         |
| 1866 | 1866                                          |                                               | 1.283                                         | 1.283                                         |
| 1872 | 1872                                          |                                               | 1.268                                         | 1.268                                         |
| 1876 | 1876                                          |                                               | 1.279                                         | 1.279                                         |
| 1881 | 1881                                          |                                               | 1.286                                         | 1.286                                         |
| 1886 | 1886                                          |                                               | 1.287                                         | 1.287                                         |
| 1891 | 1891                                          |                                               | 1.313                                         | 1.313                                         |
| 1896 | 1896                                          |                                               | 1.223                                         | 1.223                                         |
| 1901 | 1901                                          |                                               | 1.211                                         | 1.211                                         |
| 1906 | 1906                                          |                                               | 1.140                                         | 1.140                                         |
| 1911 | 1911                                          |                                               | 1.089                                         | 1.089                                         |
| 1921 | 1921                                          |                                               | 974                                           | 974                                           |
| 1926 | 1926                                          |                                               | 998                                           | 998                                           |
| 1931 | 1931                                          |                                               | 939                                           | 939                                           |
| 1936 | 1936                                          |                                               | 919                                           | 919                                           |
| 1946 | 1946                                          |                                               | 929                                           | 929                                           |
| 1954 | 1954                                          |                                               | 1.012                                         | 1.012                                         |
| 1962 | 1962                                          |                                               | 1.037                                         | 1.037                                         |
| 1968 | 1968                                          |                                               | 1.048                                         | 1.048                                         |
| 1975 | 1975                                          |                                               | 1.182                                         | 1.182                                         |
| 1982 | 1982                                          |                                               | 1.434                                         | 1.434                                         |
| 1990 | 1990                                          |                                               | 1.603                                         | 1.603                                         |
| 1999 | 1999                                          |                                               | 1.587                                         | 1.587                                         |
| 2006 | 2006                                          |                                               | 1.644                                         | 1.644                                         |
| 2013 | 2013                                          |                                               | 1.782                                         | 1.782                                         |
| 2020 | 2020                                          |                                               | 1.961                                         | 1.961                                         |
| Quelle(n): EHESS/Cassini bis 1999, INSEE ab 2006 Anmerkung(en): Ab 1962 offizielle Zahlen ohne Einwohner mit Zweitwohnsitz |                                               |                                               |                                               |                                               |

## Sehenswürdigkeiten
- Kirche Saint-Romain, Neubau von 1841
- Oratorium La Peltière

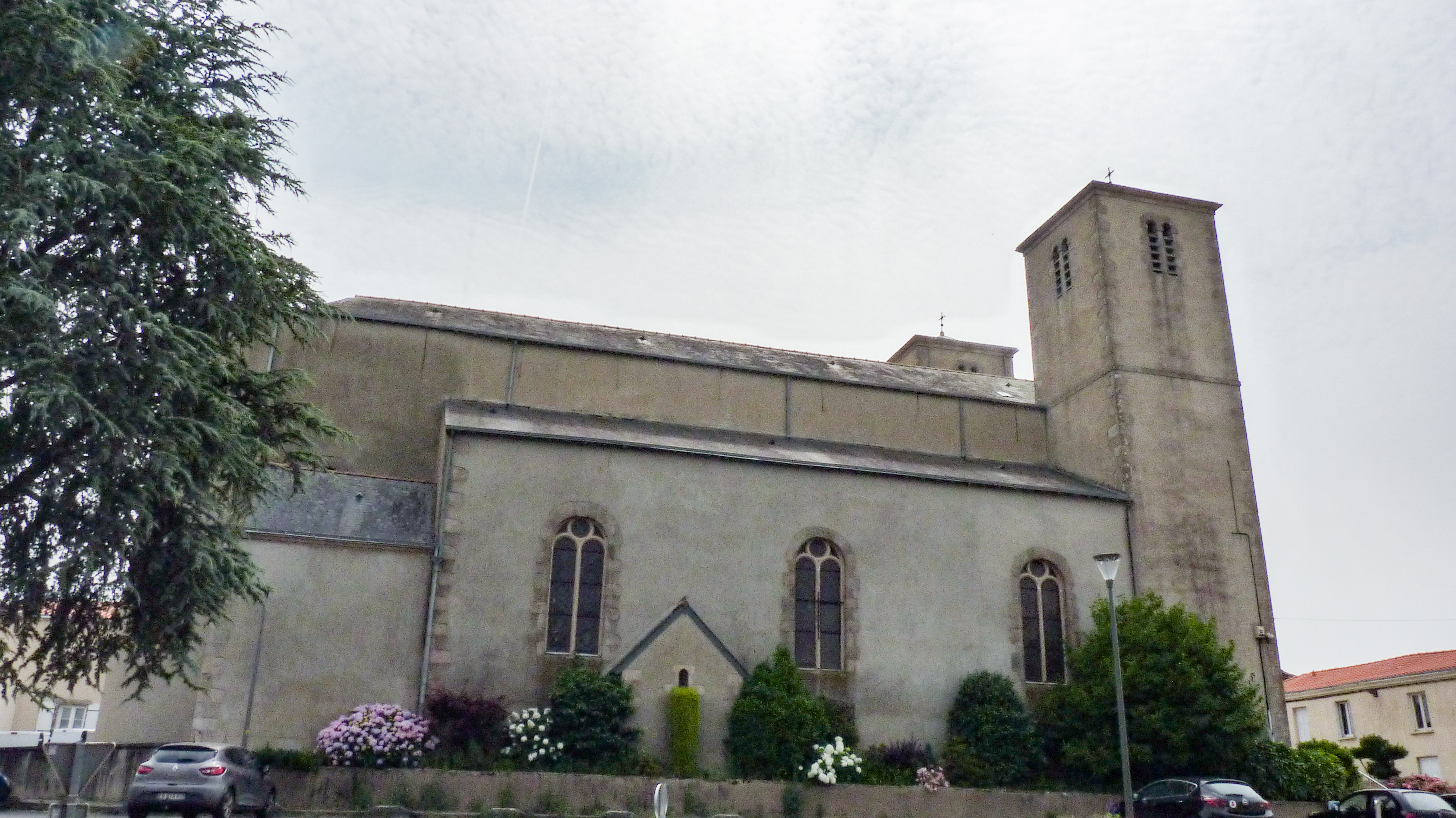
Kirche Saint-Romain
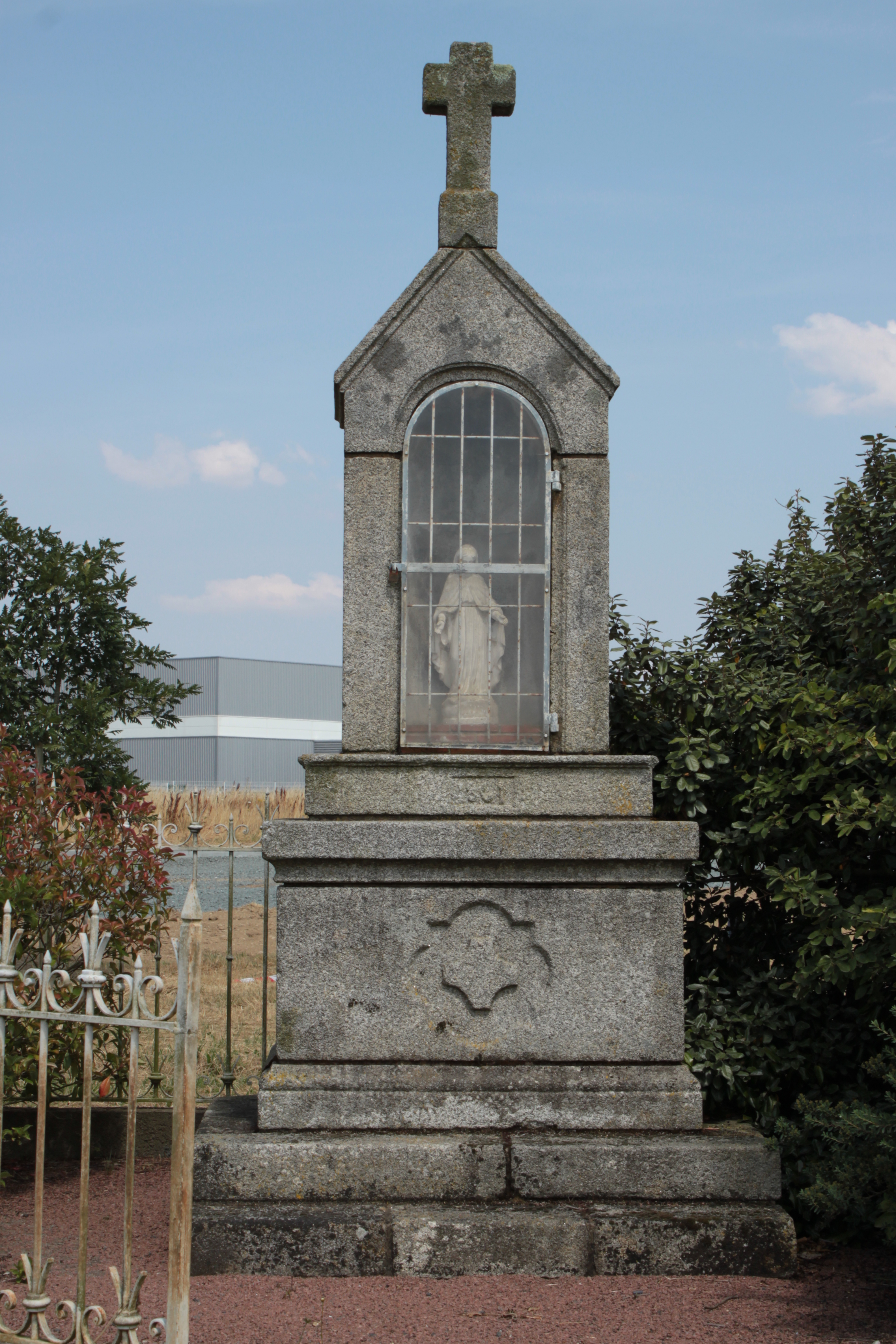
Oratorium La Peltière

## Verkehr
Die Departementsstraße D 753, die ehemalige Route nationale 753, führt von Cholet über La Séguinière im Osten nach Saint-Jean-de-Monts im Westen. Das Zentrum der Gemeinde erfährt hierbei eine Ortsumgehung. Die Departementsstraßen D 64 und D 91 sowie lokale Landstraßen verbinden La Romagne mit weiteren Nachbargemeinden. Eine Buslinie der Transportgesellschaft Choletbus des Gemeindeverbands verbindet die Gemeinde mit Cholet.